# Orthonama lineataria
Orthonama lineataria är en fjärilsart som beskrevs av Donovan 1810. Orthonama lineataria ingår i släktet Orthonama och familjen mätare. Inga underarter finns listade i Catalogue of Life.